# Cromemco CYCLOPS

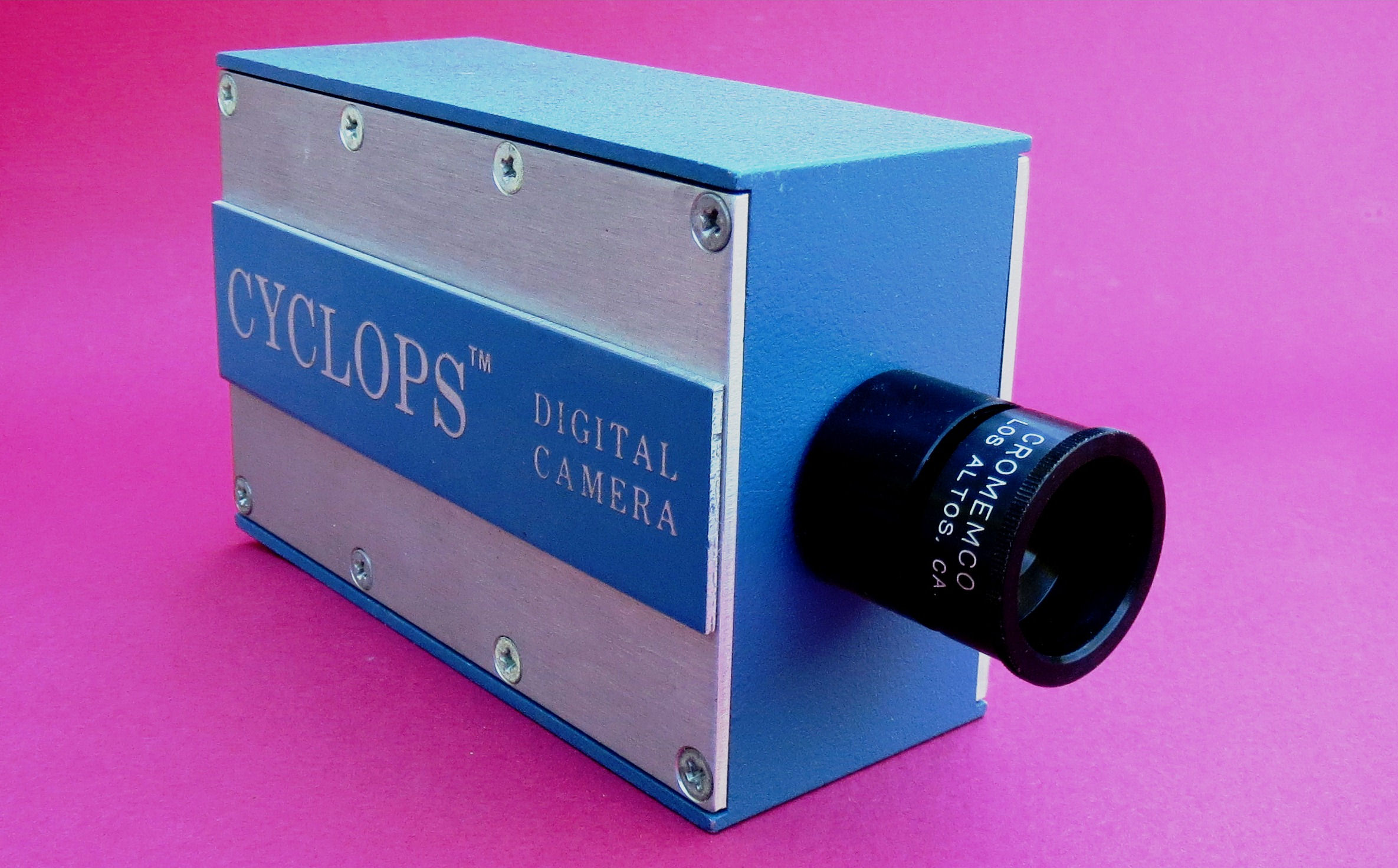
La cámara Cyclops fue la primera cámara completamente digital.

La cámara Cyclops, introducida en 1975 por Cromemco, fue la primera cámara completamente digital que usaba un sensor de imagen MOS. También era la primera cámara digital conectada a una microcomputadora. El sensor de imagen era un chip de memoria de 1024 bytes que proveía una resolución de 32 x 32 píxeles (.001 megapíxeles).

## Historia

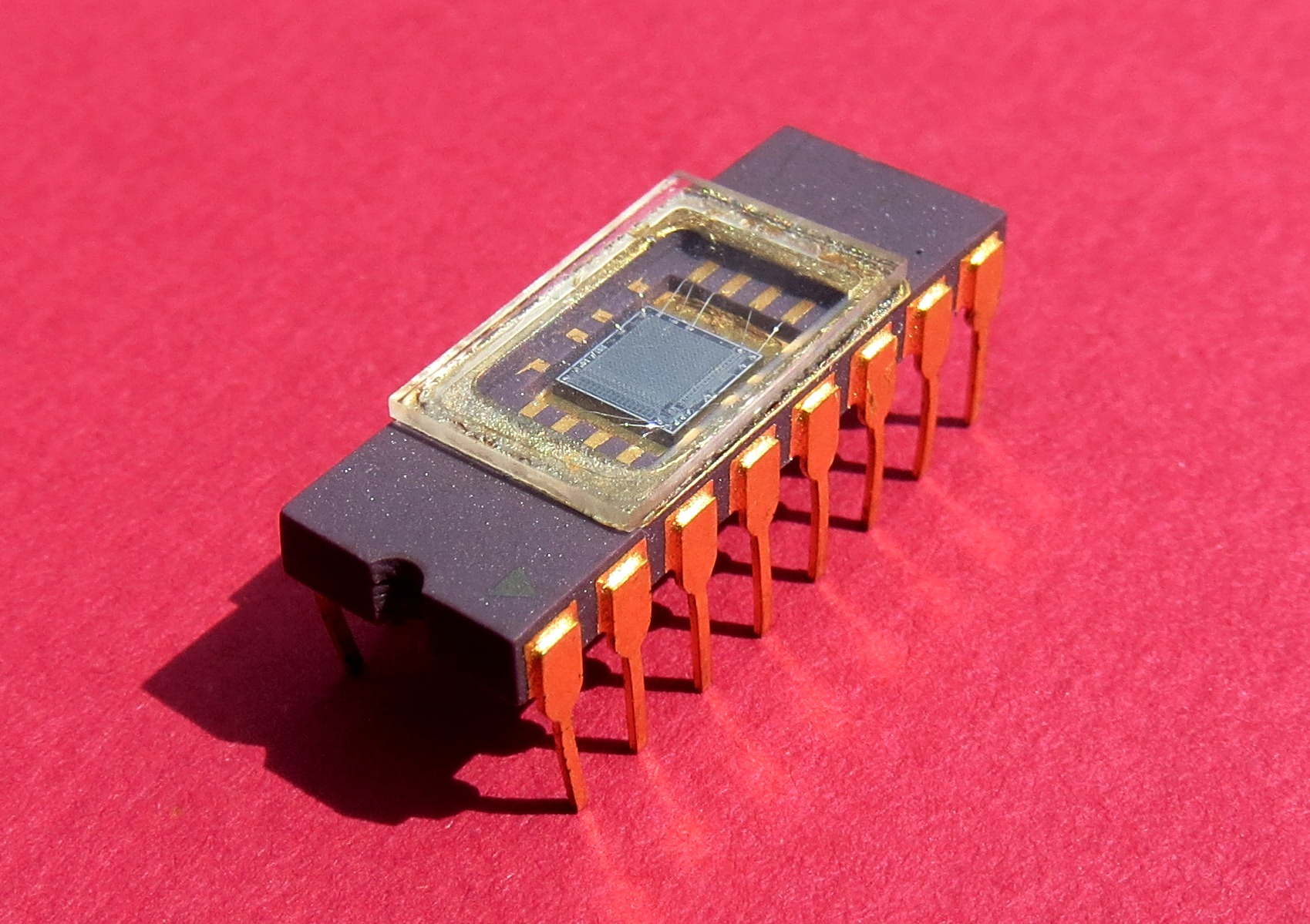
El sensor de imagen usado en la cámara Cyclops de Cromemco.

La cámara Cyclops fue inventada por Terry Walker, Harry Garland, y Roger Melen. Debutó como un artículo de portada en la revista Popular Electronics (febrero de 1975) como un proyecto para aficionados en la electrónica.
Les Solomon, editor técnico de Popular Electronics, previó los beneficios que derivarían de conectar Cyclops a la computadora MITS Altair 8800 y presentó al presidente de MITS, Ed Roberts, con Roger Melen. Después, Melen se reunió con Roberts en la sede de MITS en Albuquerque, Nuevo México.
Roberts animó a Melen a conectar la cámara Cyclops a la computadora Altair y le prometió enviarle una Altair para que Melen y sus socios pudieran empezar a construir la interface entre la cámara Cyclops y la computadora Altair. Roger Melen y Harry Garland fundaron la empresa, que se llamó Cromemco, para manufacturar la cámara Cyclops y otros productos para Altair. En enero de 1976 MITS lanzó la cámara Cyclops de Cromemco en su publicación Computer Notes.

## Tecnología

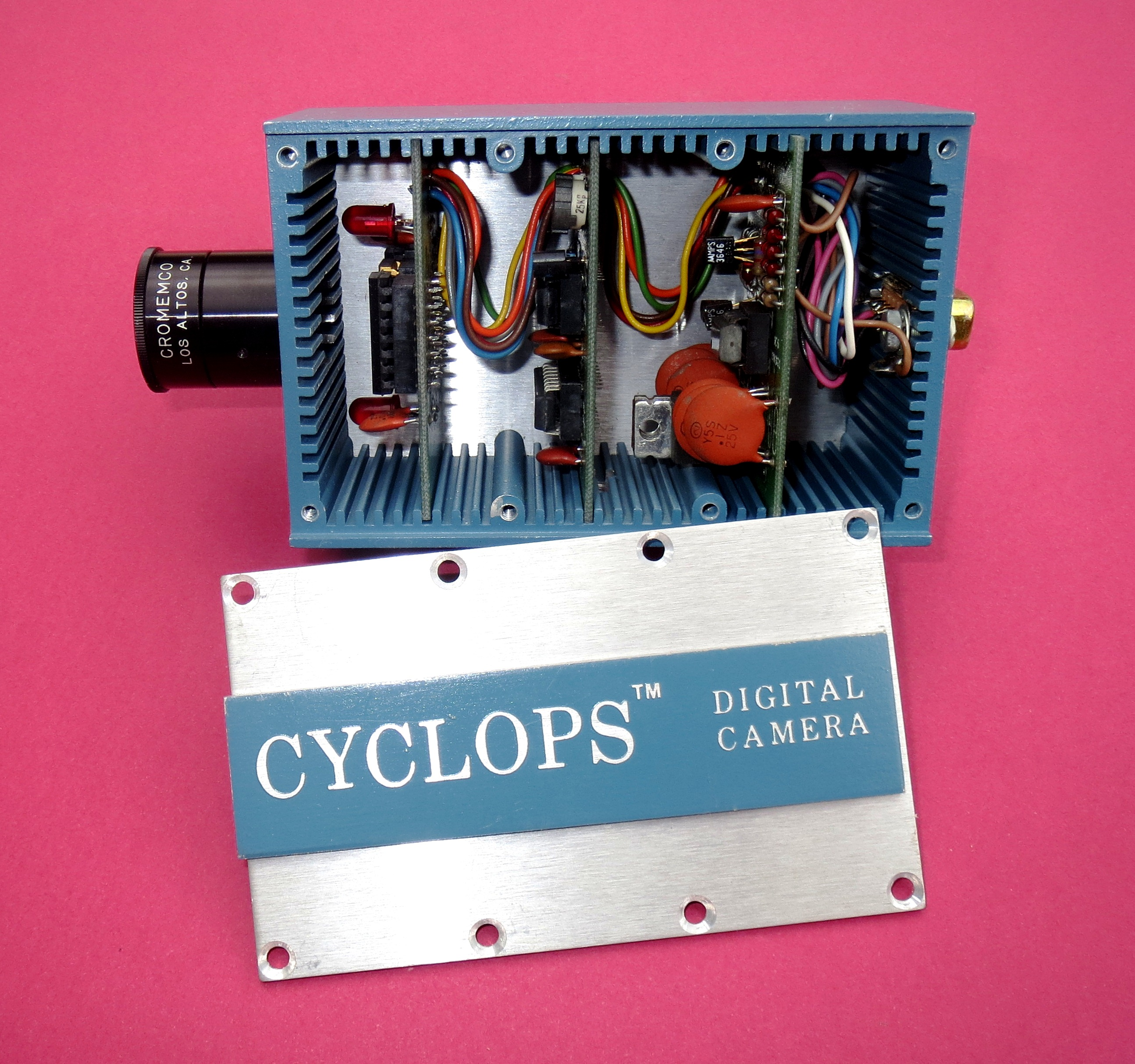
Tres pequeñas placas de circuitos contenían la electrónica de la cámara Cyclops. Dos lámparas LED rojas en la primera placa proveían iluminación de fondo para el sensor para su operación en condiciones de poca luz.

La cámara Cyclops usaba un sensor de imagen innovador que era en realidad un chip de memoria modificado. La tapa opaca del chip fue retirada y reemplazada con una ventana transparente. Se usaba un lente convencional para enfocar una imagen en las celdas del sensor a través de la ventana transparente.
Para empezar la operación cada celda del chip fue escrita como “1”. La luz que brillaba en una celda causaría un cambio en la memoria de “1” a “0”. Cuanto más brillante fuera la luz, más rápido sería el cambio. Había una serie de operaciones de lectura; las celdas con más luz incidente fueron las primeras de cambiar de “1” a “0”.  En esta manera era posible determinar el brillo de cada píxel de la imagen, y reconstruir una imagen digital.
También la cámara Cyclops tenía dos lámparas LED rojas internas para proveer iluminación de fondo para el sensor y de esta manera mejorar la operación en condiciones de poca luz. La computadora podía encender y apagar estas lámparas.

## Legado
Hoy en día las cámaras digitales son omnipresentes. Las cámaras de alta resolución puedan usar un sensor de imagen de 20 millones de píxeles (20 megapíxeles). Esto es 20.000 veces más de lo que se usaba en la cámara Cyclops. Pero la cámara Cyclops fue la primera, y un presagio del futuro de cámaras digitales.